# Brutally Live
Brutally Live är ett livealbum av Alice Cooper, inspelat 8 juni 2000 i London på Hammersmith Apollo och utgivet senare samma år.

## Låtlista CD
1. "Brutal Planet"
2. "Gimme"
3. "Go To Hell"
4. "Blow Me a Kiss"
5. "I'm Eighteen"
6. "Feed My Frankenstein"
7. "Wicked Young Man"
8. "No More Mr. Nice Guy"
9. "It's Hot Tonight"
10. "Caught in a Dream"
11. "It's the Little Things"
12. "Poison"
13. "Take It Like a Woman/Only Women Bleed"
14. "You Drive Me Nervous"
15. "Under My Wheels"
16. "School's Out"
17. "Billion Dollar Babies"
18. "My Generation"
19. "Elected"

## Låtlista DVD
1. Brutal Planet
2. Gimme
3. Go to Hell
4. Blow Me a Kiss
5. I'm Eighteen
6. Pick Up the Bones
7. Feed My Frankenstein
8. Wicked Young Man
9. Dead Babies
10. Ballad of Dwight Fry
11. I Love the Dead
12. Black Widow
13. No More Mr. Nice Guy
14. It's Hot Tonight
15. Caught in a Dream
16. It's the Little Things
17. Poison
18. Take It Like a Woman
19. Only Women Bleed
20. You Drive Me Nervous
21. Under My Wheels
22. School's Out
23. Billion Dollar Babies
24. My Generation
25. Elected

Bonus video: "Gimme"

## Medverkande
- Alice Cooper - Sång
- Peter Friesen - Gitarr
- Ryan Roxie - Gitarr
- Greg Smith - Bas
- Eric Singer - Trummor
- Teddy Zigzag - Keyboard
- Calico Cooper - Dans